# تروبيكو 6
تروبيكو 6 (بالإنجليزية: Tropico 6)‏ هي لعبة فيديو بلغارية من نوع محاكاة البناء والإدارة، صدرت في 25 يناير 2019، وهي متوفرة على أجهزة مايكروسوفت ويندوز وماك أو إس عشرة وجنو/لينكس، حيث تم إصدارات للمنصات الأخرى كجهاز بلاي ستيشن 4 وغيرها، وتم إضافة اللغة العربية.

## كيفية اللعب
تتخذ في لعبة تروبيكو 6 شخصية ديكتاتور مثل الأجزاء السابقة في اللعبة، مهمتك في اللعبة بناء مدينة كاملة وإدارة الموارد الموجودة في اللعبة (ذهب، فضة، فحم، المنتجات الفلاحية...) مع الحرص على تخزين حصة مالية لك في البنك الخاص بك، تعتمد اللعبة على نمط التصويت بعد فترة من اللعب وتوجب عليك الحفاظ على مركزك كرئيس للجزيرة من أجل البقاء فيها أطول مدة ممكنة في عرش الحكم وسرقة أكبر عدد من الأموال لصالحك دون إغضاب الرأي العام أو المواطنين.
اللعبة قائمة أيضا على التعاملات الخارجية مع بلدان ودول أخرى بهدف تعزيز العلاقات التجارية، السياسية والحربية، يمكنك في اللعبة تجهيز جنودك وأسلحتك من أجل السيطرة على المتمردين في اللعبة والحرص على مهاجمة الأعداء في حالة الغزو. المصدر

## وصلة خارجية
- تروبيكو 6 على موقع IMDb (الإنجليزية)

الموقع الرسمي